# Марія Тюдор (королева Франції)
Марія Тюдор (англ. Mary Tudor 18 березня 1496 — 25 червня 1533) — англійська принцеса, молодша дочка англійського короля Генріха VII та Єлизавети Йоркської. Дружина французького короля Людовика XII та бабуся знаменитої Джейн Грей.

## Дитинство та юність
Марія народилася у Ричмондському палаці і була третьою дочкою англійського короля Генріха VII та Єлизавети Йоркської.
У віці шести років Марія отримала власний міні-двір, що складався з «штату придворних, призначених служити їй», вчителя та лікаря. Принцеса навчалася французької, латини, музики, танців та вишивання. У молодості Марія була відома як одна з найкрасивіших принцес Європи, і Еразм Роттердамський говорив, що «природа ніколи не створювала нічого прекраснішого».
Хоч з її старшою сестрою Маргаритою у неї не було нічого спільного, але в дитинстві Марія та її старший брат, майбутній король Генріх VIII, були дуже дружні.

## У літературі
Марія Тюдор — головна героїня кількох історичних фантастичних романів:
- Коли лицарство було в розквіті[en] Чарлза Мейджора[en]) (1898), роман, який став основою для однойменного фільму[en] Роберта Віньоли та діснеївського фільму Меч і троянда[en].
- The Reluctant Queen Моллі Костейн Гейкрафт (1962)
- Марія, королева Франції Джин Плейді (1964)
- Принцеса бажання Морін Пітерс[en] (1970)
- Троянда Англії (1977) та Heart of a Rose (1978) Гільди Льюїс
- Таємна наречена Діани Гегер (2008)
- The Last Boleyn Карен Гарпер[en]
- Три сестри, три королеви Філіппи Грегорі (2016)